# Il Quotidiano della Basilicata
Il Quotidiano della Basilicata est un quotidien  italien régional (de la région Basilicate) fondé le 12 mars 2002, sur une initiative de l'éditeur du Quotidiano della Calabria (la Finedit Srl du groupe Dodaro).

## Description
C'est une édition autonome du journal dont il tire son origine et avec les mêmes dirigeants mais avec un codirecteur régional, Pino Anzalone (qui avait créé et dirigé pendant 30 ans l'édition de la Basilicate de La Gazzetta del Mezzogiorno).
Il partage avec le Quotidiano della Calabria les pages nationales, celles relatives à l'actualité, au sport et aux spectacles mais les 33 pages régionales sont réalisées à Potenza et à Matera.
Les rédactions sont situées :
- Potenza, via Nazario Sauro, 102 - 85100
- Matera, piazza Mulino, 15 - 75100

Le directeur de la publication est Ennio Simeone, le directeur responsable Francesco Gallina et le codirecteur Pino Anzalone.